# Саммир
Жо́рже Самми́р Крус Ка́мпос (порт.-браз. Jorge Sammir Cruz Campos; род. 23 апреля 1987, Итабуна, Бразилия), более известный как Самми́р (порт.-браз. Sammir) — хорватский футболист бразильского происхождения, атакующий полузащитник. Выступал за сборную Хорватии.

## Клубная карьера
Саммир играл за молодёжный состав «Атлетико Паранаэнсе», но во взрослой команде закрепиться не смог. В 2005—2006 гг. Саммир скитался по арендам в бразильских клубах «Серии B» и «Серии C», пока его не приметили скауты загребского «Динамо».
6 ноября 2006 года перешёл на правах аренды в «Динамо», где смог быстро влиться в основной состав. В октябре 2007 «Динамо» выкупило контракт игрока, сумма трансфера составила 1,4 млн. €.
За время проведённое в «Динамо», Саммир собрал 13 трофеев (7 золотых медалей чемпионата, 5 кубков и 1 Суперкубок) и вместе с Михаэлем Микичем делит первое место среди самых титулованных игроков клуба.

## Национальная сборная Хорватии
Своей игрой в Хорватии, Саммир привлек к себе внимание Хорватского футбольного союза, бразилец получил хорватское гражданство. Поскольку футболист привлекался к юношеской сборной Бразилии, требовалось специальное разрешение ФИФА, оно было получено в феврале 2012 года.
Натурализованный бразилец мог сыграть за хорватскую сборную уже на ЧЕ 2012, но Славен Билич отказался от услуг футболиста.
27 сентября 2012 года Игор Штимац, новый главный тренер хорватов, огласил расширенный список игроков сборной, куда был включён Саммир. 12 октября 2012 Саммир сыграл свой первый матч за сборную Хорватии, выйдя на замену в игре против Македонии.

## Достижения
- Семикратный чемпион Хорватии:

2006/07, 2007/08, 2008/09, 2009/10, 2010/11, 2011/12, 2012/13
- Пятикратный обладатель кубка Хорватии:

2006/07, 2007/08, 2008/09, 2010/11, 2011/12
- Обладатель Суперкубка Хорватии

2010, 2013
- Лучший игрок[9] Первой хорватской лиги:

2010

## Career statistics
| Клуб             | Сезон            | Лига | Лига  | Кубок | Кубок | Еврокубки | Еврокубки | Другие | Другие | Всего | Всего |
| Клуб             | Сезон            | Игр  | Голов | Игр   | Голов | Игр       | Голов     | Игр    | Голов  | Игр   | Голов |
| ---------------- | ---------------- | ---- | ----- | ----- | ----- | --------- | --------- | ------ | ------ | ----- | ----- |
| Динамо (Загреб)  | 2006/07          | 11   | 1     | 4     | 0     | 0         | 0         | 0      | 0      | 15    | 1     |
| Динамо (Загреб)  | 2007/08          | 24   | 4     | 4     | 0     | 10        | 1         | -      | -      | 38    | 5     |
| Динамо (Загреб)  | 2008/09          | 32   | 8     | 5     | 3     | 11        | 1         | -      | -      | 48    | 12    |
| Динамо (Загреб)  | 2009/10          | 26   | 5     | 6     | 1     | 12        | 1         | -      | -      | 44    | 7     |
| Динамо (Загреб)  | 2010/11          | 22   | 10    | 5     | 2     | 12        | 7         | 1      | 0      | 40    | 19    |
| Динамо (Загреб)  | 2011/12          | 21   | 5     | 5     | 0     | 12        | 3         | -      | -      | 38    | 8     |
| Динамо (Загреб)  | 2012/13          | 28   | 13    | 1     | 0     | 11        | 0         | -      | -      | 40    | 13    |
| Динамо (Загреб)  | 2013/14          | 7    | 0     | 0     | 0     | 6         | 0         | 0      | 0      | 13    | 0     |
| Динамо (Загреб)  | Всего            | 171  | 46    | 30    | 6     | 74        | 13        | 1      | 0      | 279   | 65    |
| Хетафе           | 2013/14          | 8    | 0     | 0     | 0     | -         | -         | -      | -      | 8     | 0     |
| Всего за карьеру | Всего за карьеру | 179  | 46    | 30    | 6     | 74        | 13        | 1      | 0      | 284   | 65    |